# Léon Auscher
Léon Gustave Auscher, né le 31 mai 1866, à Strasbourg et mort le 11 août 1942 à Saint-Pierre-de-Chartreuse, est un ingénieur automobile français, d'abord spécialisé dans la conception des carrosseries puis, par ses écrits et son action commerciale, promoteur du tourisme automobile en France. Il fut vice-président du Touring club de France.

## Biographie

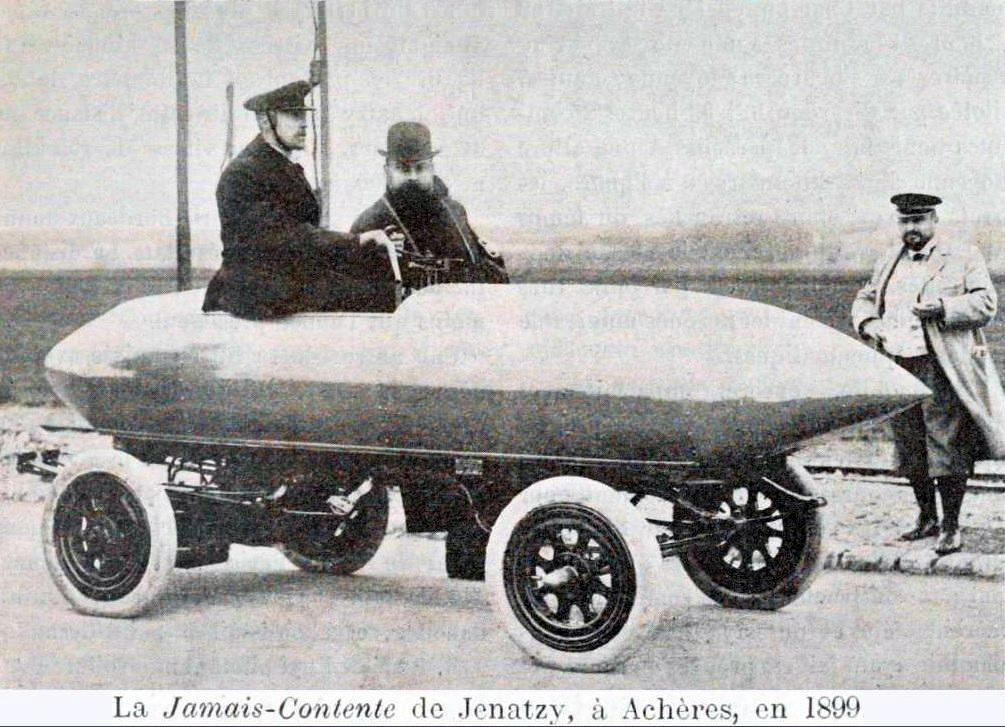
La Jamais contente de Jenatzy à Achères en 1899.

Léon Auscher est né à Strasbourg. Ses parents déménagent en 1872 à Paris, où Léon passe sa jeunesse et où il étudie à l'École centrale des arts et manufactures. Il y obtient le grade d'ingénieur,. En 1891, il devient employé de l'usine de carrosserie J. Rothschild & Fils (de) et, en 1893, il reprend, avec son collègue l'ingénieur Edmond Rheims, l'usine qui prendra parfois le nom de Rheims & Auscher. Se spécialisant en des carrosseries légères à l'aluminium et ses alliages, l'usine sera parmi les carrosseries les plus importantes de l'époque et compte en 1905 600 employées. Auscher construira, entre autres, pour Camille Jenatzy la carrosserie en forme d'obus de La Jamais contente) (1899), précurseur lointaine des voitures électriques.
En 1900, il écrit au sujet des voitures électriques : « La voiture électrique ne sera pas moins goûtée du public si l’on pouvait mettre à sa disposition une source d’énergie moins lourde, moins encombrante et surtout moins coûteuse que les accumulateurs actuellement en usage. En outre, le ravitaillement est difficile, et les accumulateurs sont sujets à des détériorations déconcertantes. Ce qui fait que la voiture électrique, parfaite en elle-même au point de vue mécanique, n’est encore qu’un véhicule de grand luxe, presque toujours limité au service urbain »,.
Il est membre de la chambre syndicales des carrossiers, de l'automobile et du cycle.
Auscher sera d'ailleurs coureur amateur sous le pseudo de Roscoff pendant les premières courses automobiles Marseille-Nice et Paris-Amsterdam-Paris. Il est parmi les membres fondateurs de l'Automobile Club de France en 1895.
Déjà en 1890, Léon Auscher, sportif cycliste, était devenu membre du Touring Club de France, peu de temps après sa création. En 1900, il devient secrétaire du Comité technique chargé des nouvelles locomotions.
Vers 1904, sa vie prend un tournant. Il s'était acheté une maison de villégiature à Saint-Pierre-de-Chartreuse, il se distancie de l'usine de carrosserie et il accepte l’invitation d'écrire un livre Le Tourisme en automobile, publié en 1904. Ce livre est un traité sur les  automobiles de tourisme, mais aussi des routes, des cartes, de l'hôtellerie, de ce qui est à voir ou à faire. Il ne se restreint pas à écrire, il passe aussi à l'action et va devenir l'initiateur ou le réalisateur d'une multitude de projets touristiques. Dans les archives du Touring Club de France de 1906 à 1927, déposées aux Archives de France, « le rôle de Léon Auscher, vice-président du TCF de 1919 à 1939, dans le domaine automobile et le tourisme en montagne au sein de l'association, y apparaît très clairement ».
Ainsi, en 1905, il crée le syndicat d'initiative à Saint-Pierre-de-Chartreuse, dont il sera le président pendant des années et où il réalise en 1917 un piste de bobsleigh. Il promeut la création et le développement des syndicats d'initiative en France, en s'inspirant du modèle suisse. « Chez eux [les Suisses], l'État providence que l'on implore trop souvent chez nous, n'est rien. L'initiative est tout. C'est d'elle seule que naissent la prospérité et l'indépendance » explique-t-il. Le TCF, qui souhaite le développement des syndicats, propose celui de Saint-Pierre-de-Chartreuse en modèle.
Il suit de près la création d'autres centres de sports d'hiver, il organise des grandes semaines d'hiver, stimule la construction d'hôtels, de refuges, de routes pour automobiles, du matiérial de sports d'hiver. En 1908 il avait déjà développé une luge pliante, modèle déposé T.C.F.. En 1909, il propose un tracé pour une Route des Grandes Alpes.
Pendant des années, il plaide pour la création d'un Musée national de la voiture et du tourisme qui sera ouvert en 1927 dans le Palais de Compiègne avec Édouard Louis Sarradin comme premier conservateur.
Il est un interlocuteur privilégié des politiques. Les parlementaires lui confie, ainsi qu'à Edmond Chaux, la mission de réorganiser le tourisme en France. Cela conduit à un « tourisme à trois têtes » avec l'Union des fédérations de syndicats d’initiative (UFSI), l'Office national du tourisme (ONT) et l'Union nationale des associations de tourisme (UNAT). Il est en 1920 cofondateur de cette nouvelle organisation, qu'il préside de 1926 à 1942,.
Il fixe les missions confiées à l'ONT : enquêter sur les centres de tourisme et les richesses touristiques en France et envisager l'amélioration de l'hôtellerie. Il participe à sa direction en tant que membre du conseil d'administration.
Il est également membre suppléant du conseil national économique, membre du conseil supérieur des travaux publics, du comité consultatif des chemins de fer, de la commission centrale des automobiles. Il préside le groupe XII.
Il a participé à la création du Crédit national hôtelier.

### Divers
Il est auteur d'articles sur les timbres-poste, président de la Société philatélique française pour l'année 1894 , puis directeur de la Revue Philatélique et, après la fusion de 1896, membre du conseil de la Société française de timbrologie.
Engagé conditionnel durant la Grande Guerre, il n'est pas mobilisé. Il est administrateur de l'Œuvre du soldat du Front, créé par le TCF.

### Vie privée
Léon Auscher épouse le 24 juillet 1899 à Paris (XVI ème), Esther Kullmann (1877-1948).

## Publications
- Les Emplois actuels de l'aluminium, in : Armurerie liégeoise, t. III, 1899 ; et in: La Nature 1356, p. 387-390.
- La Voiture Stanley, in: La Nature 1382, Lyon, 1899 p. 387-389.
- Dix ans de Touring Club Paris, 1900.
- La Carrosserie du touriste, série d'articles in La Locomotion, 1902
- (préf. Louis Baudry de Saunier) Le Tourisme en automobile, , Paris, Veuve Dunod, 1904, 463 pages [lire en ligne].
- La Grande route des Alpes, Revue Mensuelle du Touring Club de France, mai 1909 p. 194-196[lire en ligne].
- Des Moyens propres à développer le tourisme en France ; du rôle que doit jouer l'Office national de tourisme, Paris, Bibliothèque Omnia, 1912, 58 pages [[ark:/12148/bpt6k1421898g lire en ligne]].
- Les Parcs nationaux, Touring Club de France, 1913.
- Comment on crée un centre de tourisme, Saint-Pierre-de-Chartreuse (Isère), Touring Club de France, 1914.
- Savoie : col de l'Iseran : construction d'un refuge-modèle décidée sur ce point culminant de la future route des Alpes (conseil d'administration) : proposition L. Auscher, Touring Club de France, 1914.
- L'Aurore du tourisme nouveau, Revue mensuelle du Touring Club, septembre-octobre 1916, p. 132-133.
- (avec L. Baudry de Saunier) La plus belle des industries. Pourquoi il faut développer l’industrie hôtelière française et lui assurer le crédit qu’elle mérite, Paris, 1916.
- Un Premier voyage en Alsace (après l'armistice) en automobile (de Paris), Revue du Touring Club de France, 1918.
- La Prospérité de la France par le tourisme, Bar-le-Duc, Comte-Jacquet, 1920.
- Léon Auscher et Georges Rozet (préf. Léon Paul), Urbanisme et tourisme : la fonction des syndicats d'initiative, Paris, E. Leroux, 1920, VIII-230 p.
- Locomotions : musée des moyens de transport (rétrospectif) : reprise de l'idée : un musée qui s'impose : le musée des locomotions, Revue du Touring Club de France, 1920.
- (avec Edmond Chaix) Rapport à M. le président du conseil d'administration de l'Office national du tourisme sur l'organisation et les ressources actuelles du tourisme réceptif, Vals-les-Bains : impr. P. Aberlen , [1921]
- Le Manuel du SI de tourisme, Paris, UFSI, 1922, 107 pages.
- La crise de nos routes nationales, Touring Club de France, 1925.
- (avec Marc Dubois) Le Pays de Chartreuse, Grenoble, édition J. Rey, 1925, 135 pages ; réédition augmentée : Grenoble, Arthaud, 1931, 202 pages.
- L'importance économique du tourisme. Rapport au Conseil national économique en juillet 1927, Paris, Imprimerie nationale, 1928, 29 pages.
- Le Bruit, ennemi du tourisme : la lutte contre le bruit (série d'articles), Touring Club de France, 1929.
- Vacances pour tous, vacances en toutes saisons, in : Revue du Touring Club de France, août 1936, p. 245.
- Bienvenue en France, UNAT, 1930.

## Honneurs
- Chevalier (1906), officier (1912) et commandeur (1926) de la Légion d'honneur[1] en sa qualité de vice-président du TCF (parrain : Abel Ballif).
- Grande médaille du Club Cévenol en 1927.
- Le challenge international du bobsleigh est nommé en son honneur Coupe Léon-Auscher.
- Médaille d’or de l’Éducation physique.